# チャールズ・マリオン・ラッセル
チャールズ・マリオン・ラッセル（英: Charles Marion Russell, 1864年3月19日 – 1926年10月24日）は、アメリカ合衆国西部開拓時代の画家。ラッセルは西部のカウボーイ、インディアン、風景の絵画を2,000点以上、加えてブロンズ像も作成した。故郷のモンタナ州グレートフォールズにあるC.M.ラッセル博物館には2,000点の展示物がある。「フラットヘッド・インディアンと会うルイスとクラーク（Lewis and Clark Meeting the Flathead Indians）」と題された彼の壁画は、モンタナ州ヘレナの州議事堂ビルに掛けられている。彼の1918年の絵画「Piegans」は、2005年のオークションで560万ドルの値段で売れた。

## 幼少時代
芸術はいつもラッセルの生活の一部であった。ミズーリで育ち、彼はスケッチを描き、土で動物の人形を作った。彼は西部に強い関心を持ち、それについての物語を何時間も読みふけった。彼は頻繁にミズーリにやってくる探検家や毛皮商人を見たであろう。ラッセルはイリノイ州ジャージーヴィルのヘイゼルデル農場で、南北戦争の有名な馬「グレートブリテン号」に乗って乗馬を学んだ。彼に教えたのは、ラッセル家と結婚したウィリアム・H・フルカーソン大佐であった。16歳の時、彼は学校を出て羊牧場で働くためにモンタナへ行った。

## 成年期
1896年、彼は妻ナンシーと結婚した。1897年、彼らはモンタナ州カスケードの小さな村から隣のグレートフォールズに引っ越し、この時からラッセルは人生の大半をここで過ごすことになる。そこでは、彼は絵を描き続け、地元の有名人になり世界中の評論家の喝采を得るようになった。彼はまず人と交わることがなかったので、妻のナンシーは、彼を国際的に有名なアーティストにしたという点で名を刻む。彼女は彼のために、全米で、そしてロンドンで展示会を開き、多くのラッセルのファンを作った。
芸術家ラッセルは、「ワイルド・ウェスト」が記録にとどめられ、三文小説からワイルド・ウェスト・ショーまでさまざまな形で大衆に売り出された時にカルチャーシーンに到達し、すぐに無声映画時代の呼び物となっていたいわゆる「ウェスタン」映画のチラシに発展した。ラッセルはこれらのポピュラーな芸術の形式を気に入っており、裕福な彼の作品のコレクターの中で多くの友人を作った。その中にはウィリアム・S・ハート、ハリー・キャレイ、ウィル・ロジャース、ダグラス・フェアバンクスといった俳優や映画監督もいた。また画家のエド・ボレインやイラストレーターのウィル・クロウフォードなどの、他の同類の芸術家とも交流した。
1926年のラッセルの葬儀の日には、グレートフォールズのすべての子供が、葬列を見るために学校から解放された。ラッセルの棺の側面はガラスで見えるようにされ、4頭の黒い馬に引かれた。

## ギャラリー

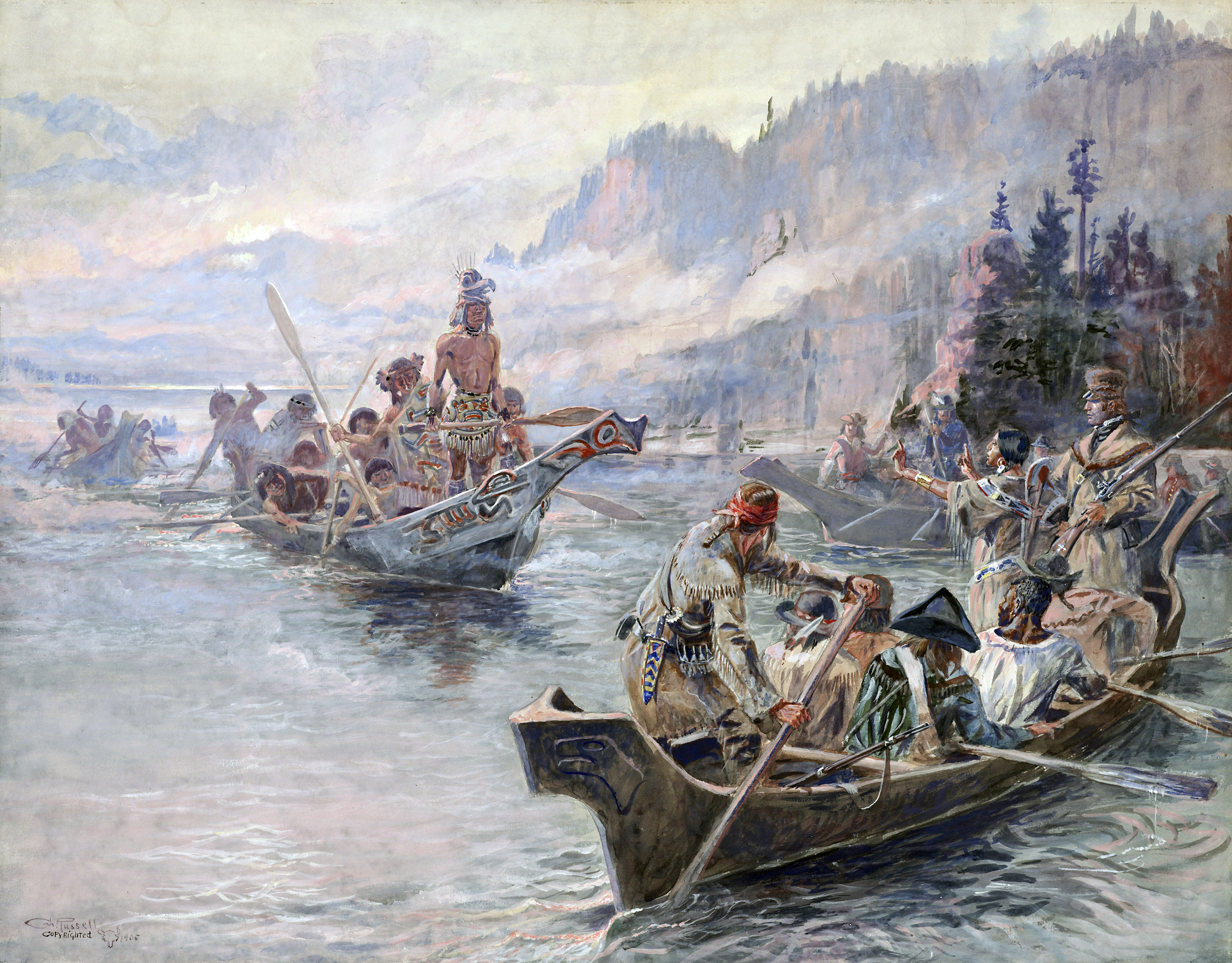
Lewis and Clark on the Lower Columbia 28 in x 24 in
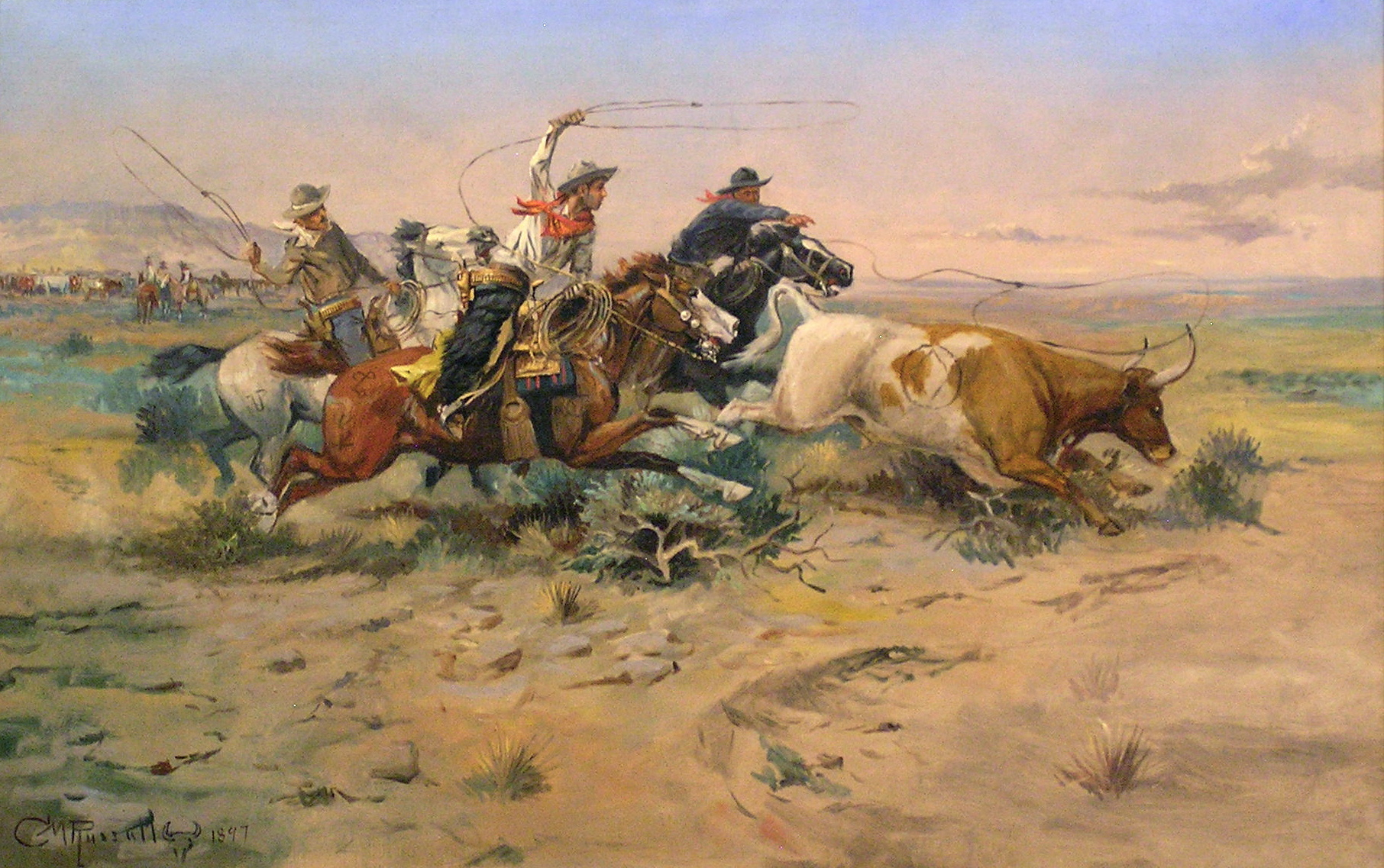
Herd Quitters
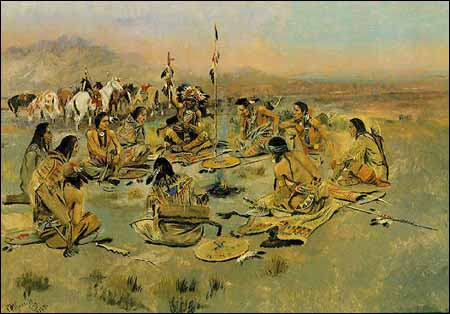
War Council on the Plains
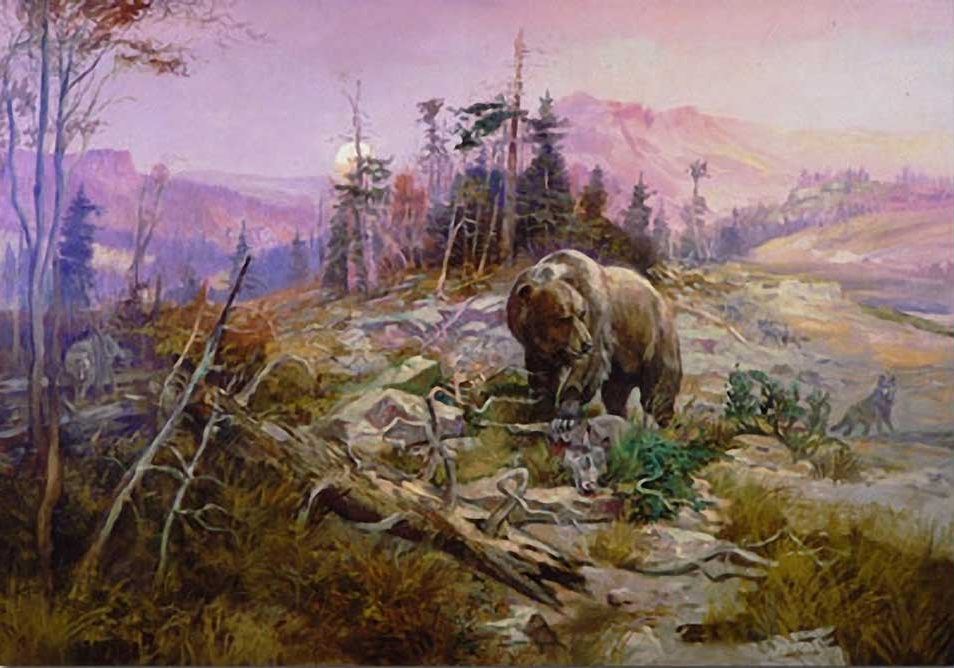
To The Victor Belongs The Spoils
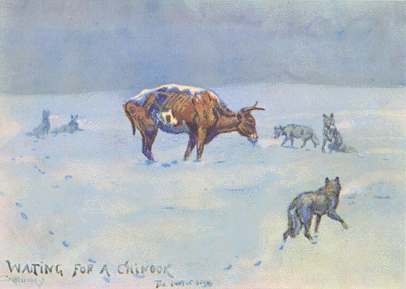
"Waiting for a Chinook" also known as "Last of the 5000"